# Tentative d'auto-coup d'État de 2022 au Pérou
La tentative d'auto-coup d'État de 2022 au Pérou intervient le 7 décembre 2022 avec la dissolution par le président de la République, Pedro Castillo, du Congrès de la République, qui s'apprêtait à examiner une motion de destitution à son encontre. Le président annonce dans la foulée gouverner par décret, la formation d'un gouvernement d'urgence exceptionnel, la rédaction à venir d'une nouvelle Constitution par un Congrès constituant élu puis la tenue de nouvelles élections anticipées.
Cette tentative d'auto-coup d'État, similaire à l'auto-coup d'État de 1992 par le président péruvien Alberto Fujimori, est tenue en échec le jour même par le refus de l'armée, de la Cour constitutionnelle et du gouvernement de le soutenir. La présidente du Conseil des ministres Betssy Chávez ainsi que la majorité des ministres de son gouvernement choisissent en effet de démissionner, tandis que la première vice-présidente Dina Boluarte se déclare publiquement opposée au coup d'État. Le vote de la motion de destitution de Castillo peut ainsi se tenir comme prévu, et aboutit à la destitution du président par 101 voix sur 130 membres du Congrès.
Dina Boluarte assume la fonction de présidente de la République pour la durée restante du mandat de Castillo, en accord avec la Constitution.

## Contexte

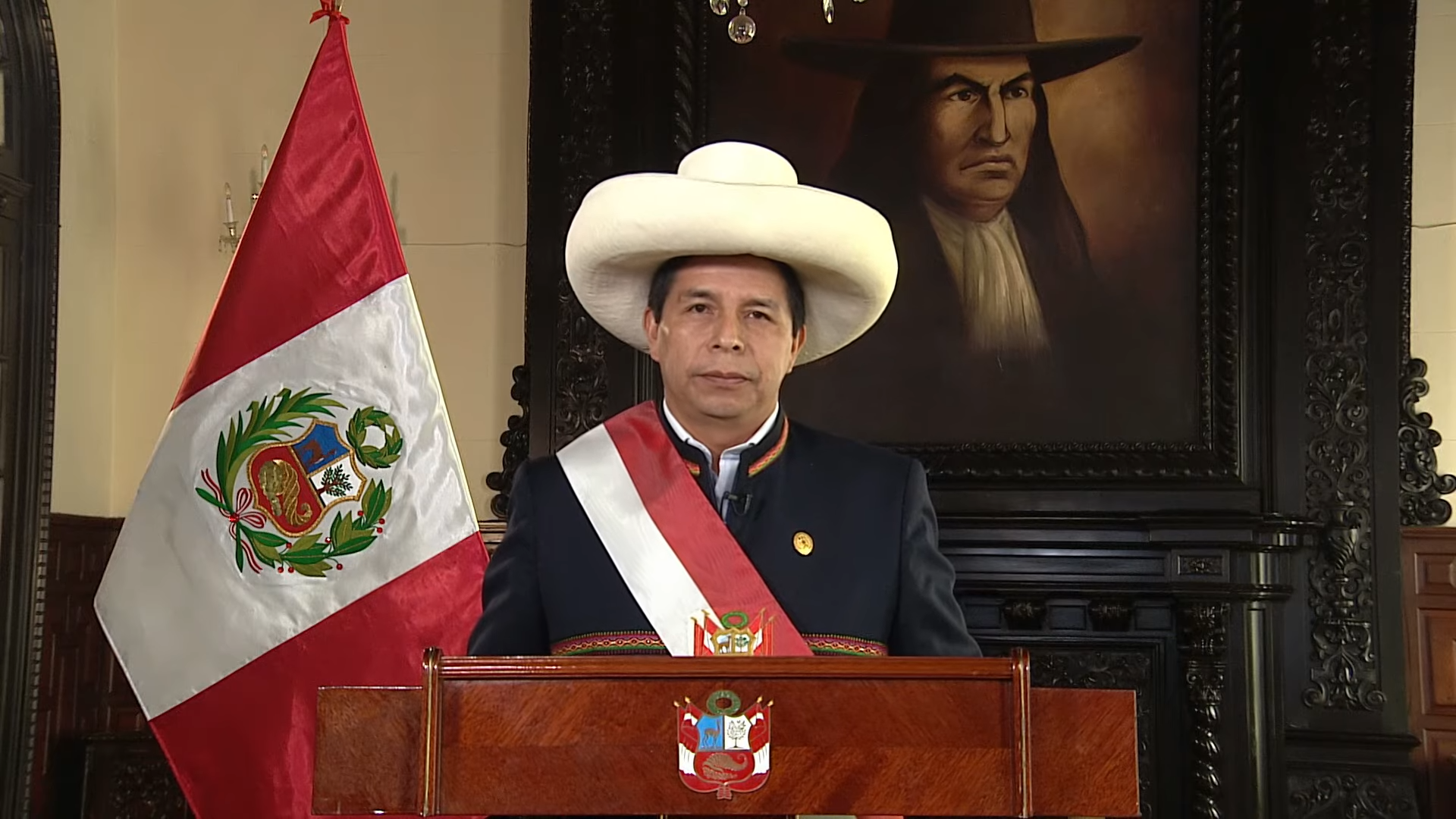
Pedro Castillo en 2021.

Lors de l'élection présidentielle péruvienne de 2021, Pedro Castillo se présente comme candidat de Pérou libre, un parti marxiste-léniniste qu'il rejoint sept mois avant le scrutin. Il affiche des positions de gauche radicale sur l'économie et la politique étrangère, tout en se montrant conservateur sur les sujets sociétaux. Novice en politique, il est d'abord donné très bas dans les sondages, avant de voir sa candidature décoller à quelques semaines du scrutin et de sortir en tête du premier tour. Affrontant au second tour la candidate de droite radicale Keiko Fujimori, il est élu avec 50,13 % des suffrages exprimés.
En butte à l'hostilité du Parlement, d’une majorité des médias et des élites économiques, il se montre incapable de diriger un gouvernement stable et de mettre en place les réformes annoncées pendant sa campagne, telles que le changement de Constitution et la réforme agraire.
L'ouverture d'une procédure de destitution à l'encontre de Pedro Castillo est approuvée par le Congrès le 2 décembre 2022. Il s'agit de la troisième procédure de ce genre depuis le début de son mandat. La procédure est admise avec 73 voix pour, 32 contre et 6 abstentions. Sur les voix pour, toutes viennent de la droite hormis 4 voix surprenantes venant de députés de Pérou libre, le parti au pouvoir, dont un député s'abstient également. Elle est à l'ordre du jour le 7 décembre. La procédure est engagée en réponse aux déclarations de l'ancien conseiller principal du ministère du Logement, Salatiel Marrufo, devant la Commission de contrôle du Congrès. Devant cette dernière, Marrufo affirme que Castillo aurait reçu 50 000 soles par mois pour maintenir Geiner Alvarado au poste de ministre du Logement. Le Congrès de la République ouvre en réponse une motion de destitution à son encontre pour actes de corruption, dans le contexte plus large de scandales autour du président et de son entourage.
Le président se voit ainsi reproché la prise de contrôle et le démantèlement de l'appareil d'État. La nomination de fonctionnaires de haut rang est mise en doute en raison de leurs antécédents judiciaires, d'affaires et d'enquêtes en cours. Ceux ci sont suspectés de mettre en œuvre des prises illégales d'intérêts en faveur du président et de son entourage. En particulier, les anciens ministres Juan Silva et Geiner Alvarado sont directement impliqués avec le président et sa famille dans des enquêtes publiques de corruption, au point que le chef de l'État se retrouve accusé de diriger une organisation criminelle.
La constitution péruvienne permet au président de la République « de dissoudre le Congrès s'il a censuré ou refusé sa confiance » par deux fois. Or, au 7 décembre 2022, une seule motion de confiance avait été refusée, le 11 novembre précédent, et la constitutionnalité de sa procédure était remise en cause. La décision de Castillo de dissoudre le Congrès lors de la tentative d'auto-coup d'État qui s'ensuit est par conséquent jugée inconstitutionnelle,. La Constitution ne permet pas non plus au président de gouverner par décret-loi ou de convoquer une assemblée constituante.

## Déroulement
Le 7 décembre 2022, la matinée avant l'examen par le Congrès de la République de la troisième motion de destitution envers le président, Pedro Castillo annonce la dissolution du Congrès de la République, la création d'un gouvernement d'exception régit par décret-loi, l'appel à de nouvelles élections et la rédaction d'une nouvelle Constitution,. Le pouvoir judiciaire, le ministère public, le conseil national de la justice et la cour constitutionnelle sont déclarés en « réorganisation », tandis qu'un couvre-feu est instauré de 22 h à 4 h.
Le président de la République avance qu'en essayant de le destituer, le Congrès travaillait à « dynamiter la démocratie et à ignorer le droit de choix » des Péruviens, en plus de vouloir « profiter et prendre le pouvoir que le peuple leur a donné par les urnes. »

## Réactions
Dans l'heure suivant la déclaration du président de la République, douze ministres du cinquième gouvernement puis la présidente du Conseil elle-même, Betssy Chávez, annoncent leur démission du gouvernement de Pedro Castillo. À 12 h 19, heure locale, le troisième vice-président du Congrès, Alejandro Muñante, annonce l'avancement de l'examen de la motion à 12 h 30 (au lieu de 15 heures). La vice-présidente de la République, Dina Boluarte, se prononce peu après contre l'« auto-coup d'État ».
Le président de la Cour constitutionnelle, Francisco Morales, rejette à la radio la validité des actions du chef de l’État qu'il qualifie de coup d'État, ajoutant que « Personne ne doit obéissance à un gouvernement usurpateur ». La procureure de la Nation, Patricia Benavides, et la Junte nationale de justice condamnent et rejettent « toute violation de l'ordre constitutionnel ».
Le Commandement conjoint des Forces armées du Pérou publie une déclaration no 001-2022 dans laquelle il annonce ne pas se conformer à l'ordre de dissoudre le Congrès.
Lors de l'examen de la motion de destitution, 101 membres du Congrès votent en faveur de la destitution de Pedro Castillo, soit plus que le nombre d’élus de l’opposition. En accord avec la Constitution, Dina Boluarte devient automatiquement présidente de la République pour le restant du mandat de cinq ans de Castillo, soit jusqu'en juillet 2026.
Après avoir fui le palais présidentiel avec sa famille, Castillo est intercepté dans une voiture bloquée dans les embouteillages de la capitale, Lima, n'ayant pu obtenir une escorte policière. Il est arrêté et inculpé pour « rébellion » et « conspiration ».
Pour la sociologue Patricia Zarate, « c’est une triste fin » pour un président ayant incarné, lors de son élection, « un espoir de changement pour des millions de Péruviens qui avaient le sentiment qu’il allait mettre fin à leur sentiment d’abandon par l’État dans un pays très centraliste » et aux inégalités sociales très marquées. Cependant, d'après l'universitaire Jorge Aragon « en réalité, le gouvernement Castillo s'est caractérisé par un manque de politiques. Aucun progrès significatif n'a été fait pour améliorer les conditions des plus pauvres, ou mieux répartir les richesses dans le pays. Comment pouvait-on mettre en œuvre des politiques gouvernementales si les ministres changeaient tous les trois jours ? ».
Pour certains observateurs de la vie politique péruvienne, la chute de Pedro Castillo avant le terme de son mandat en 2026 semblait inéluctable tant le Congrès se montrait déterminé à obtenir sa destitution. En moyenne, l’opposition parlementaire a proposé des motions de censure tous les quatre mois, dont trois ont été soumises à un vote du Parlement. Ainsi, souligne Lissell Quiroz, professeure d’études latino-américaines à l’université de Cergy-Paris, « c’est presque une surprise qu’il ait tenu aussi longtemps face au front permanent emmené à la fois par les médias et la bourgeoisie. Au Parlement, les conservateurs ont déployé pendant dix-sept mois tous les outils législatifs et administratifs, dont déjà deux autres tentatives de destitution, pour faire entrave et empêcher Pedro Castillo d’appliquer son programme ».

### Réactions internationales
Les États-Unis ont immédiatement reconnu la destitution de Pedro Castillo : « Nous saluons les institutions péruviennes et les autorités civiles pour avoir garanti la stabilité démocratique et nous continuerons de soutenir le Pérou et son gouvernement d'union que la présidente Boluarte a promis de former ». La nouvelle présidente est également soutenue par l'Union européenne, qui salue son désir de « renforcer l'État de droit et les institutions démocratiques au Pérou ». Au contraire, l’ex-président bolivien Evo Morales, lui-même renversé en 2019, dénonce une « guerre hybride menée en Amérique latine (…) pour persécuter, accuser et évincer les dirigeants qui défendent le peuple et affrontent les politiques néolibérales (qui génèrent) la faim ». Le président élu du Brésil, Luiz Inácio Lula da Silva, a pour sa part trouvé « toujours regrettable qu’un président démocratiquement élu subisse un tel sort », tout en indiquant que sa destitution avait été « menée dans le cadre constitutionnel ». Le président du Mexique, Andrés Manuel López Obrador, estime que Pedro Castillo a été victime des « élites économiques et politiques » du Pérou.

## Suites
De nombreuses manifestations éclatent ensuite réclamant sa libération,. Dans un climat de forte polarisation, le présentateur d'un journal télévisé va jusqu'à demander à un chef de la police pourquoi ne pas « mettre une balle dans la tête des manifestants ».
Les mobilisations touchent particulièrement les zones pauvres du pays, celles-là mêmes qui avaient massivement voté pour Pedro Castillo en 2021 ; les principaux axes routiers de 18 des 24 départements du Pérou et cinq aéroports sont bloqués. Le 14 décembre, l'état d'urgence, permettant notamment le déploiement de l'armée face aux manifestants, est décrété dans tout le pays pour 30 jours. Au lendemain de cette proclamation, la ville d’Ayacucho, dans le Sud, est le théâtre d’une violente répression qui entraîne la mort par balles de huit personnes, s’ajoutant aux sept tuées quelques jours plus tôt dans la région d’Apurimac, également dans le Sud. À partir du 16 décembre, un couvre-feu est décrété dans quinze provinces du pays. Au 17 décembre, au moins vingt personnes ont été tuées, dont une majorité tuées par balle, victimes de la répression policière et militaire, depuis le début des manifestations.
Le 11 décembre, la présidente Boluarte propose d'avancer les prochaines élections à avril 2024, puis, face à l'amplification des manifestations, à décembre 2023. Le 16 décembre, le Congrès refuse cependant d'avancer les élections. D'après un sondage, 83 % des Péruviens souhaitent des élections anticipées.
Deux ministres démissionnent le 16 décembre : « la mort de compatriotes ne peut avoir de justification. La violence d’État ne peut être disproportionnée », écrit la ministre de l’éducation, Patricia Correo, dans sa lettre de démission, tandis qu’Amnesty International demande « l’arrêt immédiat de la violence d’État ». Les principaux médias péruvien, pour la plupart aux mains du groupe privé El Comercio qui concentre 80 % des titres, tendent pour leur part à occulter les violences dans les zones rurales, tandis que les protestataires sont parfois qualifiés de « terroristes et de délinquants ».
La Cour suprême décide de prolonger la détention de Pedro Castillo pour au moins,18 mois, en attendant son procès. L'ancien président profite de l'audience pour lancer: "Je ne renoncerai jamais et n'abandonnerai pas cette cause qui m'a amené ici. J'exhorte les forces armées et la police nationale à déposer les armes et à cesser de tuer ce peuple qui a soif de justice".
Le lendemain, le 17 décembre, Dina Boluarte exhorte les membres du Congrès à adopter un projet de loi pour des élections anticipées, critiquant les parlementaires qui se « retranchent » derrière l'abstention. La présidente a également rejeté les appels à sa démission lors des manifestations, ou notamment par la parlementaire centriste Flor Pablo, arguant que sa démission ne changerait rien à la situation, ou même l'aggraverait. Cependant, selon un sondage, 70 % des Péruviens sont contre son accession à la présidence.